# デニス・アンドリュース
デニス・アンドリュース（Dennis Andries、1953年11月5日 - ）は、イギリスの男性プロボクサー。身長180cm。ガイアナ・デメララ＝マハイカ州ジョージタウン出身。元WBC世界ライトヘビー級王者。

## 来歴
1978年5月16日、イギリス・ウェールズでプロデビュー。
1980年2月27日、イギリスライトヘビー級王座に挑戦するも、判定負けで王座獲得ならず。
1982年3月15日、イギリスライトヘビー級王座決定戦でトム・コリンズと対戦し、判定負けで王座獲得ならず。
1984年1月26日、イギリスライトヘビー級王者トム・コリンズと再戦し、判定勝ちで王座を獲得した。同王座は3度の防衛に成功した。
1985年12月11日、EBUヨーロッパライトヘビー級王者アレクス・ブランチャード（オランダ）に挑戦し、1-1の判定ドローで王座獲得ならず。
1986年4月30日、WBC世界ライトヘビー級王者J・B・ウィリアムソン（アメリカ）に挑戦し、2-1の判定勝ちで王座を獲得した。
1986年9月10日、トニー・シブソン（イングランド）と対戦し、9回TKO勝ちで初防衛に成功した。
1987年3月7日、2度目の防衛戦でトーマス・ハーンズ（アメリカ）と対戦し、10回TKO負けで王座から陥落した。ハーンズは3階級制覇となった。
1988年5月22日、元IBF世界ライトヘビー級王者ボビー・チェズ（アメリカ）とノンタイトルマッチで対戦し、2-0の判定勝ち。
1989年2月21日、WBC世界ライトヘビー級王座決定戦でトニー・ウィリス（アメリカ）と対戦し、5回KO勝ちで王座に返り咲いた。
1989年6月24日、初防衛戦でジェフ・ハーディング（オーストラリア）と対戦し、12回TKO負けで王座から陥落した。
1989年10月26日、後にUFC 1に出場したアート・ジマーソン（アメリカ）と対戦し、3-0の大差判定勝ち。
1990年7月28日、WBC世界ライトヘビー級王者ジェフ・ハーディングと再戦し、7回KO勝ちで王座に返り咲いた。
1991年1月19日、ガイ・ウォーターズ（オーストラリア）と対戦し、3-0の判定勝ちで2度目の防衛に成功した。
1991年9月11日、3度目の防衛戦でジェフ・ハーディングとラバーマッチで対戦し、0-2の僅差判定負けで王座から陥落した。
1995年1月21日、イギリスクルーザー級王座決定戦でデンゼル・ブラウン（イングランド）と対戦し、11回TKO勝ちで王座を獲得した。
1995年5月13日、初防衛戦でテリー・ダンステン（イングランド）と対戦し、判定負けで王座から陥落した。
1996年12月14日、イギリスクルーザー級王座決定戦でジョニー・ネルソン（イングランド）と対戦し、7回TKO負けで王座獲得ならず。この試合を最後に引退した。

## 獲得タイトル
- 第14代WBC世界ライトヘビー級王座（防衛1度）
- 第18代WBC世界ライトヘビー級王座（防衛0度）
- 第20代WBC世界ライトヘビー級王座（防衛2度）